# 欣斯多夫
欣斯多夫（德語：Hinsdorf，發音：[ˈhɪnsˌdɔʁf]）是德国萨克森-安哈尔特州安哈尔特-比特费尔德县曾经的一个市镇，面积8.53平方千米，2006年12月31日人口为522人。2010年1月1日，欣斯多夫与另外17个市镇合并为新市镇南安哈尔特。